# 沃尔夫冈·施塔克
沃尔夫冈·施塔克（Wolfgang Stark，1972年5月2日—），德國足球裁判，他曾為歐洲聯賽冠軍盃、歐霸盃以及世界盃執法。
2007年，他為阿根廷對智利的世青盃半決賽執法，在這場賽事中，他分別向兩隊的球員發出了9張的黃牌，當中7張屬於智利球員。翌年8月，他為北京奧運的兩場比賽執法。
2010年6月，史達克會為在南非舉行的世界盃分組賽執法。

## 資料來源
1. ↑  .   [2010-06-12]. （原始内容存档于2016-06-03）.